# Blame It on the Bossa Nova
Blame It on the Bossa Nova ist ein 1963 von Cynthia Weil und Barry Mann geschriebener Popsong, der in der Version von Eydie Gormé ein internationaler Erfolg wurde und Platz 7 der US-amerikanischen Billboard-Charts erreichte. In Australien, Südafrika und Schweden wurde er ein Nummer-eins-Hit.
Im Übrigen ist Blame It on the Bossa Nova ein Jive und hat damit kaum etwas mit einem Bossa Nova gemeinsam. Die ruhige Melancholie und die komplizierte Akkordstruktur des Bossa Nova sind fast das genaue Gegenteil des schnellen und fröhlichen Jives Blame It on the Bossa Nova mit nur drei verschiedenen Akkorden.

## Andere Versionen
Eydie Gormé sang auch eine spanischsprachige Version unter dem Titel Cúlpale a la bossa nova. Diese Version verkaufte sich über 250.000 Mal in Spanien, Lateinamerika und Italien.
In einer von Manuela gesungenen deutschsprachigen Schlagerversion mit dem Titel Schuld war nur der Bossa Nova und einem Text von Georg Buschor wurde das Lied ebenfalls ein Nummer-eins-Hit und blieb 1963 sieben Wochen in der deutschen Hitparade. Wegen des Textabschnitts „Als die kleine Jane grade 18 war, führte sie der Jim in die Dancing Bar, doch am nächsten Tag fragte die Mama, Kind, warum warst Du erst heut morgen da?“ wurde das Lied vom Bayerischen Rundfunk nicht gespielt. Ein (damals) noch nicht volljähriges Mädchen, das sich bis früh morgens in männlicher Begleitung in einem Tanzlokal aufhielt, passte nicht zu den damaligen Moralvorstellungen. 1963 sang Manuela das Lied im Film Im singenden Rößl am Königssee von Franz Antel.